# Philippe Bianconi
Pour les articles homonymes, voir Bianconi.
 (décembre 2024).
Si vous disposez d'ouvrages ou d'articles de référence ou si vous connaissez des sites web de qualité traitant du thème abordé ici, merci de compléter l'article en donnant les références utiles à sa vérifiabilité et en les liant à la section « Notes et références ».
Philippe Bianconi (né à Nice le 27 mars 1960) est un pianiste français.

## Biographie
Bianconi a étudié au Conservatoire de Nice avec Simone Delbert-Février et plus tard à Paris avec Gaby Casadesus et Vitaly Margulis à Fribourg. À l'âge de 17 ans, il a remporté le premier prix au concours des Jeunesses musicales à Belgrade ; il a également gagné le premier prix au Concours international de piano de Cleveland et, en 1985, la médaille d'argent au Concours international de piano Van-Cliburn.
Depuis ses débuts au Carnegie Hall en 1987, il a joué dans les grandes salles de concert et festivals à travers le monde. Outre des récitals en solo et de musique de chambre, il a joué avec de nombreux grands orchestres et chefs d'orchestre. Le Washington Post l'a décrit comme un artiste dont le jeu est « toujours proche de l'âme de la musique, remplissant l'espace avec la poésie et la vie ».
Il a été nommé directeur du Conservatoire américain de Fontainebleau en septembre 2014.
En octobre 2023, il sort une nouvelle intégrale de l’œuvre pour piano de Ravel.

## Discographie
Piano
- Maurice Ravel. Miroirs, Valses nobles et sentimentales, Gaspard de la nuit (24-27 février 1992, Lyrinx) (OCLC 36377528)
- Schumann, Études symphoniques, Variations posthumes, Humoreske (25-28 février 1995, Lyrinx) (OCLC 759600947)
- Schumann, Fantasie en ut, Davidsbündlertänze (17 mars 1997, Lyrinx) (OCLC 658769038)
- Schubert, Sonate D. 959, 3 Klavierstücke D. 946 (15-18 novembre 2000, Lyrinx) (OCLC 234316500)
- Ravel L'œuvre pour piano seul (2007, 2 SACD Lyrinx LYR 2233) (OCLC 658851302)
- Debussy, Estampes, Images, Masques, L'Isle joyeuse, D'un cahier d'esquisses (16-19 octobre 2010, SACD Lyrinx LYR 2274) (OCLC 816531346)
- Debussy, Préludes (février 2012, 2 CD La Dolce volta)[3] (OCLC 815717634)
- Chopin, 4 Ballades (octobre 2013, La Dolce Volta) (OCLC 892897555)
- Schumann, Papillons, Carnaval, Davidsbündlertänze (7-10 avril 2016, La Dolce Volta) (OCLC 958088069)

Musique de chambre
- Johannes Brahms, Quintette avec piano, op. 34 - avec le Quatuor Sine Nomine : Patrick Genet, François Gottraux, violons ; Nicolas Pache, alto ; Marc Jaermann, violoncelle (1996, Claves) (OCLC 38012809)
- Chostakovitch, Sonate op. 40 ; Prokofiev, Sonate op. 119 - avec Gary Hoffman, violoncelle (13-16 décembre 1998, Le Chant du Monde) (OCLC 692809373)
- Johannes Brahms, Sonates pour violon - avec Tedi Papavrami, violon (2007, Æon AECD 0755) (OCLC 658791998)
- Ernest Chausson. Concert op. 21... - avec R. Pasquier, violon, S. Piau, soprano ; quatuor Parisii (2009, Saphir LVC 001092) (OCLC 873511407)

Soliste
- The Seventh Cliburn Competition 1985 : Prokofiev, Ravel, Liszt (1985, VAI Audio) (OCLC 39333797 et 47234441)
- Camille Saint-Saëns, Concerto pour piano no 2 - Budapest Philharmonic Orchestra, dir. Rico Saccani (2003)

Accompagnateur
- Franz Schubert, Winterreise D.911 - avec Hermann Prey, baryton (3-6 avril 1984, Denon) (OCLC 12047790)
- Schubert, Die schöne Müllerin - avec Hermann Prey, baryton (5-6 août 1985, Denon) (OCLC 658387938)
- Schubert, Schwanengesang - avec Hermann Prey, baryton (3-6 avril 1984/3-7 août 1985, Denon CO-7906) (OCLC 38306558)
- Gabriel Fauré, La Bonne Chanson - avec le Quatuor Parisii, Jérôme Correas, baryton ; Dominique Desjardins, contrebasse (2005, Pierre Verany/Arion) (OCLC 605337360)